# Archimisophria squamosa
Archimisophria squamosa is een eenoogkreeftjessoort uit de familie van de Speleophriidae. De wetenschappelijke naam van de soort is voor het eerst geldig gepubliceerd in 1985 door Alvarez.